# 平林達男
平林 達男（ひらばやし たつお、1973年3月28日 - ）は、日本の実業家。京都府出身。

## 人物
両親不在の家庭で祖母に育てられる。当時の貧しい環境から、「いつか金持ちになる」という目標を抱き、自動車販売ディーラーを起業、年商12億円を計上する規模に拡大させた。
2005年から飲食業への参入を企図し、出身地の京都の素材を生かした店舗を複数運営するようになる。2013年には自動車販売ディーラーを譲渡する一方、100円均一のパンの小売店舗を開業させた。